# Nokia N96
Le Nokia N96 est un smartphone de Nokia. Il a été dévoilé le 11 février 2008 au Mobile World Congress (MWC) de Barcelone. Sa commercialisation est prévue à la fin du troisième trimestre 2008 dans le monde. Ce Mediaphone très haut de gamme Nokia est annoncé officiellement au prix de 799 euros (version nue) et a été disponible au Royaume-Uni le 1er octobre 2008. En France, il devrait être commercialisé à la même date. Le Nokia N96 est basé sur la 3e édition de l’OS Symbian S60 (v9.3).
Il est le successeur du Nokia N95 et le dernier né de la Nokia Série N.
Le Nokia N96 est un Médiaphone, terminal mobile multimédia disposant d'un GPS intégré utilisant la norme A-GPS, d'un appareil photo numérique avec autofocus de 5 Mpx (optique Carl Zeiss) avec possibilité d'enregistrer des vidéos au format VGA (640 × 480) en 30 images par seconde. Comme son aîné, le Nokia N96 dispose d'un accéléromètre ou inclinomètre permettant le déploiement d'applications associé à ce capteur de mouvement. Il dispose de fonctionnalités lui permettant d'être reconnu à distance comme un serveur web.

## Caractéristiques
Caractéristiques techniques :
- système d'exploitation Symbian OS v9.3 S60 3e édition, Feature Pack 2
- système On-Demand Paging
- processeur : Dual CPU - ARM 9 cadencé à 264 MHz
- téléphone mobile quadruple bande GSM / EDGE: 850, 900, 1800, 1900, HSDPA, W-CDMA, EGPRS, GPRS, HSCSD, CSD
- gestion OMA supportée
- GPS intégré
- technologie JAVA
- navigateur Internet Full HTML, WAP 2.0, XHTML
- lecteur de contenu Flash Lite 3.0 intégré
- protocole de messagerie IM, MMS+SMIL, SMS, IMAP4, POP3, SMTP
- deux capteurs appareil photo et vidéo
- appareil photo 1 : capteur CMOS 5 mégapixels (2592 × 1944 max.), optique Carl Zeiss, autofocus, focale 5,2 mm F-Stop ouverture f/2.8 / 10 cm à l'infini, zoom digital, photo JPEG Exif
- appareil photo 2 : (640 × 480 max.), format JPEG
- caméra vidéo 1 : 640 × 480 en mode VGA en 30 images par seconde avec stabilisateur vidéo, zoom vidéo 4x
- caméra vidéo 2 : visioconférence téléphonique, format 3GPP, H.263
- Wi-Fi 802.11b 802.11g, WPA WPA2 WEP
- HSDPA (3.5G) - 3.6 MBit/s
- simple bande UMTS / HSDPA: W-CDMA 900 W-CDMA 2100
- 2.8 pouces QVGA (320×240) écran 16 millions de couleurs, 24 bits
- 16 Go de mémoire de stockage principal en interne
- mémoire interne NAND de 256 Mo, SDRAM 128 Mo
- extension par carte mémoire microSD jusqu'à 8 Go pour le moment
- jack audio 3,5 mm Nokia Audio Visual Plug
- haut-parleurs stéréo
- microphone stéréo
- radio FM avec système RDS, radio par Internet
- support A2DP écouteurs sans fil stéréo
- USB 2.0 via le port micro USB
- UPnP
- Bluetooth v2.0 +EDR full speed
- capteur accéléromètre inclinomètre intégré
- outils vidéo intégrés : lecteur, éditeur, enregistreur vidéo, vidéo partagée, vidéo streaming
- lecteur vidéo H.263, MPEG-4, DVB-H 1.0, streaming vidéo
- outils audio intégrés : lecteur, enregistreur AAC, audi streaming
- lecteur audio supportant MP3, MP4, WAV, RealAudio, SP-MIDI, AAC, AAC+, eAAC+, AMR, M4A, WMA, ARM , True Tones, MIDI, SP-MIDI, Mobile XMF, RealAudio 7,8,10
- outils graphique intégrés : éditeur d'images
- lecture de fichiers graphiques BMP, EXIF, GIF87a, GIF89a, JPEG, JPEG 2000, PNG, WBMP
- outils bureautique intégrés
- lecture écriture de fichiers bureautiques Excel, PDF, Powerpoint, Word, Zip

## Principales différences entre le N95 et le N96

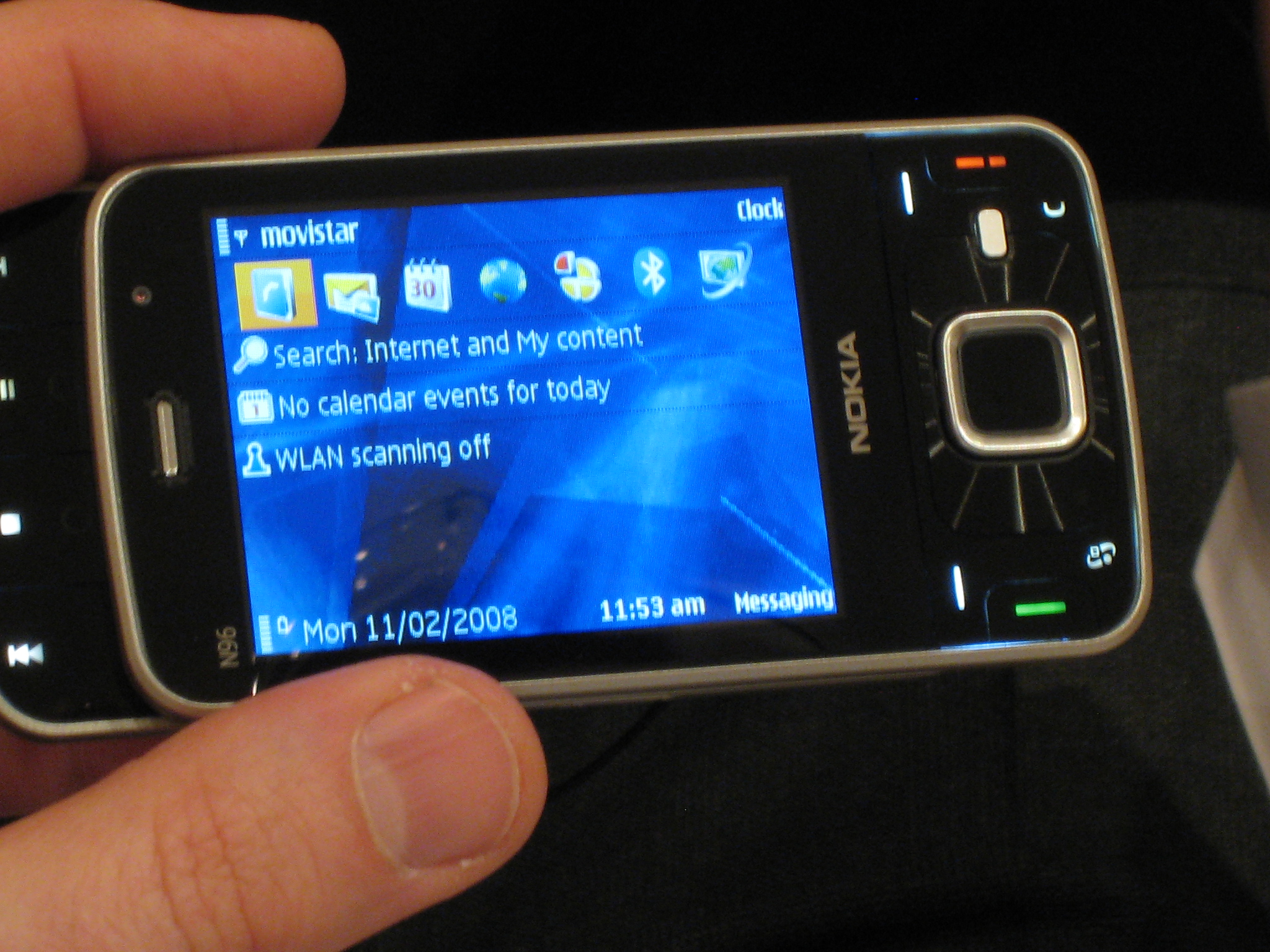
Un Nokia N96.

Le Nokia N96 dispose de 16 Go de mémoire principale de stockage au lieu de 8 Go pour le dernier modèle de son prédécesseur (N95 8 Go ne disposant pas de slot d'extension), extensible à 24 Go (éventuellement 32 Go) en ajoutant une carte mémoire microSD. L'écran passe à une dimension de 2,8 pouces au lieu de 2,6. Le port USB 2.0 est plus rapide (high-speed). Le N96 dispose de deux flash intégrés (dual-LED) contre un seul pour le N95 (single-LED). Il fonctionne sur le réseau en dual-band HSDPA 900 et 2100 (single-band 2100 pour le N95).
Il dispose d'un nouveau DSP qui améliore la qualité de lecture audio. Les temps de lecture musicale et vidéo en continu passent respectivement à 14 heures et 5 heures. 9 nouveaux Codec vidéo ont été intégrés et un accélérateur vidéo permet d'optimiser la lecture de vidéo utilisant les formats H.264 et WMV (initialement réservé au MPEG4 pour le N95). Le N96 dispose d'un émetteur FM.
La réception TV mobile DVB-H est possible sur le N96.
Le système d'exploitation Symbian passe de la version 9.2 à la version 9.3. Lors d'une mise à jour possible du Firmware, les données utilisateur sont préservées. 

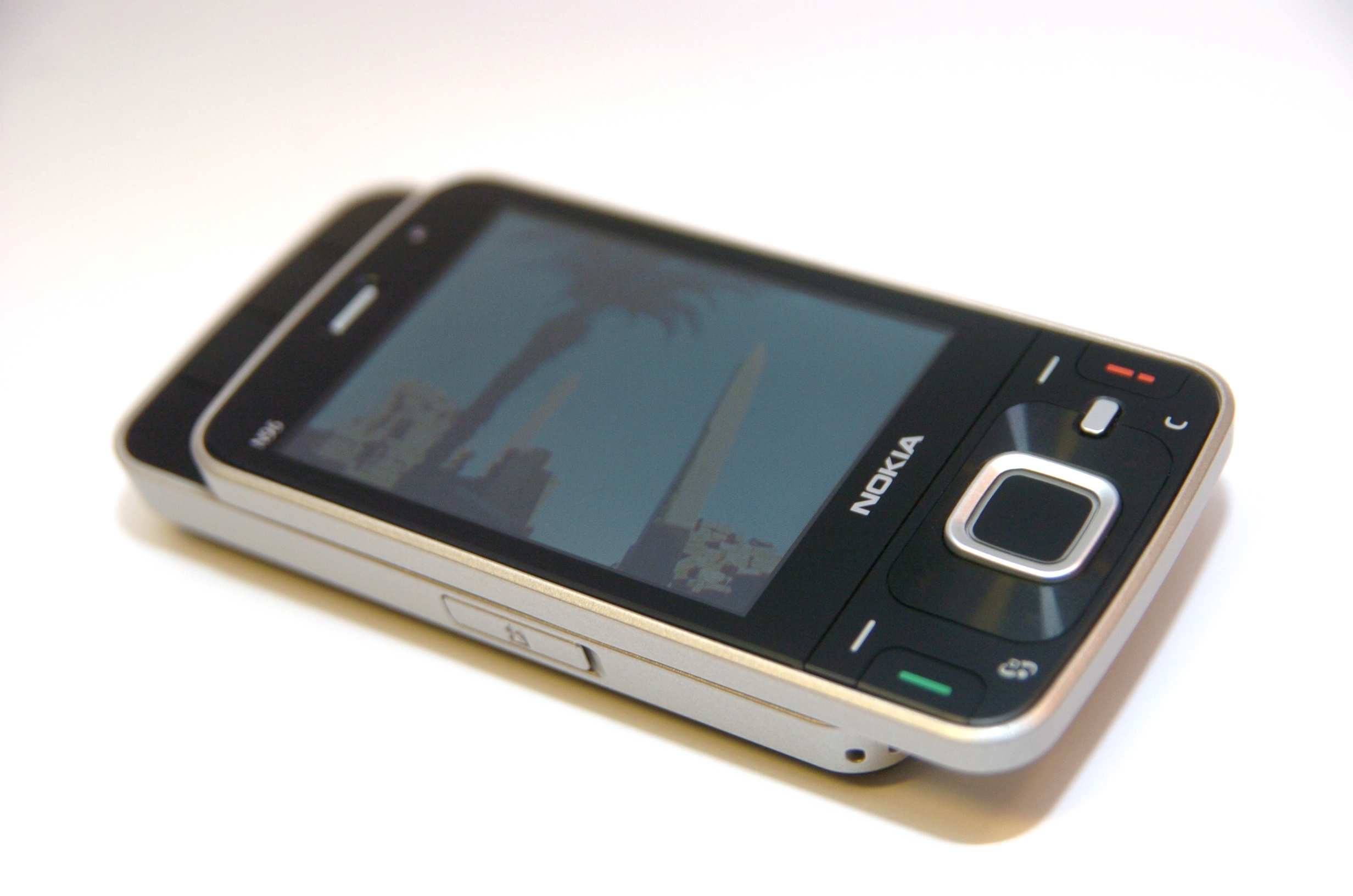
Un Nokia N96, le 17 novembre 2008.

Contrairement à la première série de son prédécesseur, le N96 dispose en interne de nouvelles versions d'applications améliorant les services multimédias et de géolocalisation intégrés (Maps 2.0, Nokia N-Gage, Nokia Music Store, OVI, Centre vidéo, Podcasting, Géotagging, partage en ligne de contenu, Services web 2.0, Internet radio…). Le capteur  (accéléromètre ou inclinomètre) permettant le déploiement d'applications associé au capteur de mouvement est initialement activé.
Le design du N96 est plus épuré. Il est plus léger et moins épais que son prédécesseur. Le positionnement des touches et boutons du mobile ont été optimisés pour utiliser le terminal en mode paysage. Il dispose du système Naviwheel (touché sensitif) et les touches de son second clavier multimédia peuvent être utilisés pour jouer (Nokia N-Gage. Il ne dispose plus de port infra-rouge et l'accélérateur graphique intégré est limité à l'usage du système et des applications internes. 
En effet la puce 3D PowerVR MBX, qui a fait du n95 une réelle plateforme de jeu 3D, a été éliminée du N96.

## Performances
- batterie 950 mAh 3,7 V, BL-5F
- temps de parole en communication voix GSM supérieur à 3.6 heures
- temps d'utilisation en mode W-CDMA supérieur à 2.5 heures
- en mode veille, GSM supérieur à 9 jours, W-CDMA supérieur à 8.3 jours